# Mamadou Mbaye
Mamadou Mbaye (Saint-Louis, 28 giugno 1998) è un calciatore senegalese, difensore dell'Academia P.C. in prestito dal Vizela.

## Carriera

### Club
Nato a Saint-Louis, ha iniziato a giocare nel Dakar Sacré-Cœur. Nel 2017, viene acquistato dagli uruguaiani del Sud América, con cui firma un contratto quadriennale, ma a causa di problemi con il suo trasferimento a Montevideo, è passato in prestito al Cadice per una stagione; venendo aggregato alla propria squadra riserve, militante nel campionato di Tercera División.
Nel 2018, dopo la scadenza del suo contratto con il Cadice, ha svolto dei provini con l'Elche e il Real Murcia, e, secondo quando riferito, il 24 agosto dello stesso anno è stato ingaggiato dal Troyes, dopo aver raggiunto un accordo con il Watford per il prestito. Tuttavia nel gennaio 2019, a causa di problemi burocratici, si è trasferito ai croati dell'Inter Zaprešić.
Nell'estate del 2019 ha fatto ritorno al Cadice, dove è stato aggregato nuovamente alla squadra riserve. Il 25 luglio 2019 ha disputato la gara di campionato, da titolare, vinta per 2-1 contro il Real Murcia, con quest'ultima squadra che in seguito ha presentato un reclamo alla RFEF, affermando che il giocatore non poteva essere schierato poiché non idoneo; il ricorso è stato respinto a novembre.
Il 3 marzo 2020, la FIFA ha sospeso il Cadice dall'acquisto di giocatori per due sessioni di calciomercato, dal momento che il giocatore, tecnicamente, era ancora sotto contratto con il Watford. Il giorno seguente, il giocatore ha dichiarato in conferenza stampa di non aver mai firmato alcun contratto con il Watford. Il 13 marzo ha subito un infortunio alla tibia, che lo ha costretto a saltare il resto della stagione.
La sentenza contro il Cadice è stata revocata nel maggio 2020, ma il giocatore è sceso di nuovo in campo solamente nel gennaio dell'anno successivo. Ha esordito con la prima squadra del Submarino Amarillo il 7 gennaio 2021, in occasione dell'incontro della Coppa del Re vinto ai rigori contro il Pontevedra.
Il 1º luglio 2021, il Tribunale Arbitrale dello Sport ha annullato definitivamente la sospensione del Cadice e ha condannato il Watford a pagare le spese del processo, comminando anche un risarcimento al Cadice e al giocatore. Dopo aver giocato con regolarità con la squadra riserve, nel 2022 ha iniziato ad allenarsi con la prima squadra.
Il 9 giugno 2022 ha rinnovato il contratto con il Cadice fino al 2024. Il 9 agosto, dopo aver impressionato nel ritiro estivo, è stato definitivamente promosso in prima squadra in vista del campionato.
Il 10 settembre 2022 ha esordito fra i professionisti, disputando l'incontro della Liga perso per 4-0 contro il Barcellona.

### Nazionale
Nel 2017 ha giocato sette partite con la nazionale senegalese Under-20, con cui ha partecipato al Mondiale di categoria.

## Statistiche

### Presenze e reti nei club
Statistiche aggiornate al 22 gennaio 2023.
| Stagione        | Squadra         | Campionato      | Campionato | Campionato | Coppe nazionali | Coppe nazionali | Coppe nazionali | Coppe continentali | Coppe continentali | Coppe continentali | Altre coppe | Altre coppe | Altre coppe | Totale | Totale |
| Stagione        | Squadra         | Comp            | Pres       | Reti       | Comp            | Pres            | Reti            | Comp               | Pres               | Reti               | Comp        | Pres        | Reti        | Pres   | Reti   |
| --------------- | --------------- | --------------- | ---------- | ---------- | --------------- | --------------- | --------------- | ------------------ | ------------------ | ------------------ | ----------- | ----------- | ----------- | ------ | ------ |
| 2017-2018       | Cadice B        | TD              | 20+1       | 2+0        |                 | -               | -               |                    | -                  | -                  |             | -           | -           | 21     | 2      |
| 2019-2020       | Cadice B        | SDB             | 7          | 0          |                 | -               | -               |                    | -                  | -                  |             | -           | -           | 7      | 0      |
| 2020-2021       | Cadice B        | SDB             | 11         | 1          |                 | -               | -               |                    | -                  | -                  |             | -           | -           | 11     | 1      |
| 2021-2022       | Cadice B        | SDR             | 13         | 3          |                 | -               | -               |                    | -                  | -                  |             | -           | -           | 13     | 3      |
| Totale Cadice B | Totale Cadice B | Totale Cadice B | 52         | 6          |                 | -               | -               |                    | -                  | -                  |             | -           | -           | 52     | 6      |
| 2020-2021       | Cadice          | PD              | 0          | 0          | CR              | 1               | 0               |                    | -                  | -                  |             | -           | -           | 1      | 0      |
| 2022-2023       | Cadice          | PD              | 7          | 0          | CR              | 0               | 0               |                    | -                  | -                  |             | -           | -           | 7      | 0      |
| Totale Cadice   | Totale Cadice   | Totale Cadice   | 7          | 0          |                 | 1               | 0               |                    | -                  | -                  |             | -           | -           | 8      | 0      |
| Totale carriera | Totale carriera | Totale carriera | 59         | 6          |                 | 1               | 0               |                    | -                  | -                  |             | -           | -           | 60     | 6      |